# 西伸幸
西 伸幸（にし のぶゆき、1985年7月13日 - ）は神奈川県川崎市出身のフリースタイルスキーモーグルの選手である。

## 人物
幼い頃から両親にスキーへ連れられて行ったことがきっかけで自身もスキーに親しみ、中学校までは川崎市に居住しながらららぽーとスキードームSSAWSで技術を磨き、高校は長野県白馬高等学校へ進学した。
高校在学中にジュニアナショナルチームに選出され、2003年フリースタイルスキージュニア世界選手権で優勝した。
フリースタイルスキー・ワールドカップではなかなか上位に食い込めず、2006年トリノオリンピック日本代表は漏れた。2007年3月2日にノルウェーのヴォスで行われたモーグルでワールドカップ自己最高の2位となった。
2009年の福島県猪苗代町で行われたフリースタイルスキー世界選手権の男子モーグルで4位、男子デュアルモーグルでは決勝で惜しくも敗れて銀メダルとなった。2010年のバンクーバーオリンピックに出場、男子モーグル決勝ラウンドに進み、結果は9位で入賞には逃した。
2011年アメリカ合衆国のディアバレーで行われたフリースタイルスキー世界選手権の男子デュアルモーグルで3位となり、フリースタイルスキー世界選手権で2大会連続の表彰台に上った。2014年のソチオリンピックに出場、決勝第1ラウンドに進出したが、結果は14位に終わった。